# Stanisław Poniatowski (kasztelan krakowski)

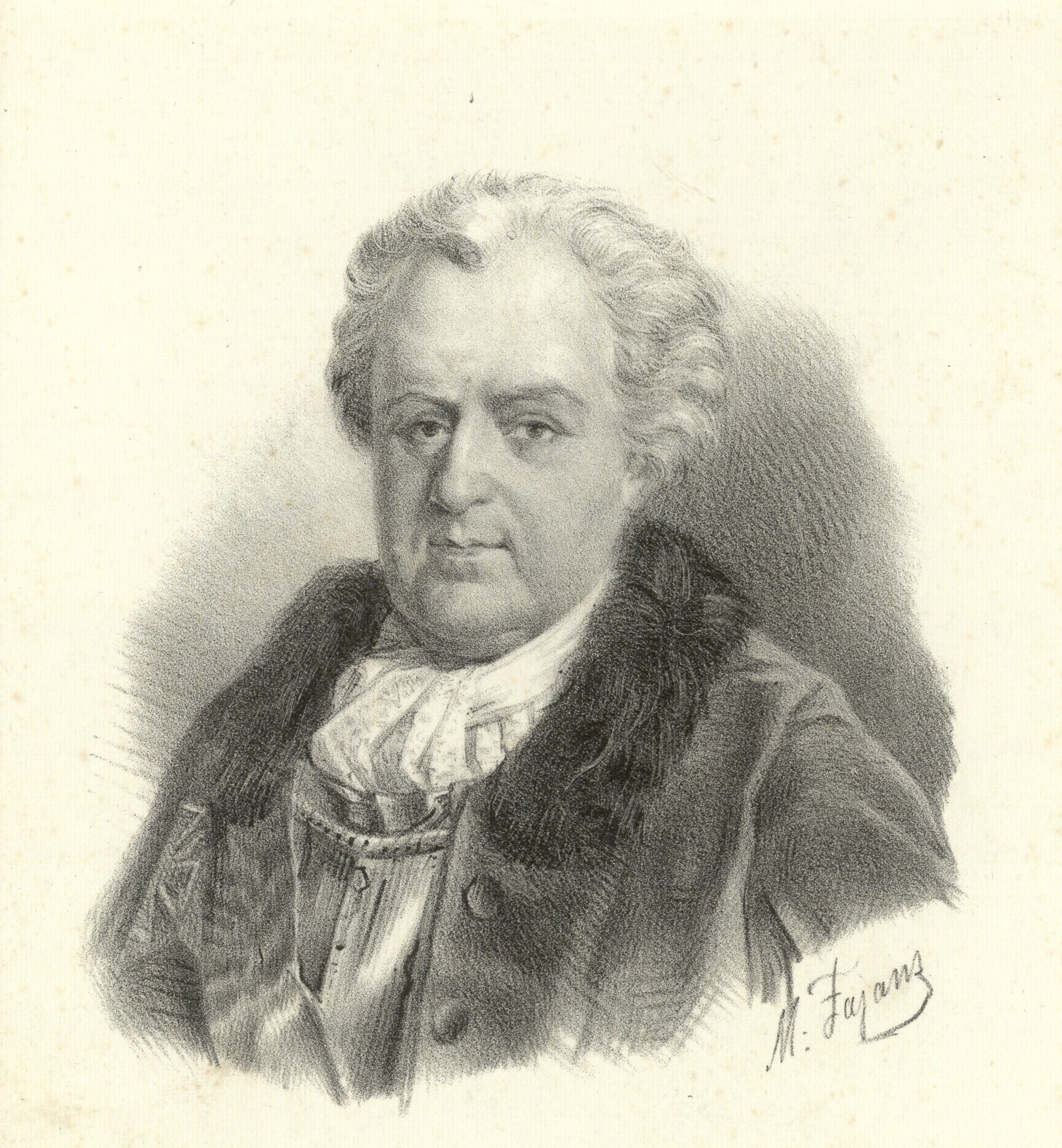
Stanisław Poniatowski na litografii Maksymiliana Fajansa

Stanisław Poniatowski (ur. 15 września 1676 w Chojniku k. Gromnika, zm. 29 sierpnia 1762 w Rykach) – kasztelan krakowski w 1752 roku, wojewoda mazowiecki w 1731 roku, regimentarz generalny wojska koronnego w latach 1729–1733, generał-lejtnant wojsk koronnych w 1724 roku, pułkownik-komendant regimentu gwardii pieszej w latach 1724–1729, podstoli wielki litewski, podskarbi wielki litewski w 1722 roku, generał szwedzki od 1708 roku, starosta przemyski w latach 1752–1756.
Twórca potęgi rodu Poniatowskich.

## Życiorys
Według niechętnej synowi, królowi Stanisławowi Augustowi Poniatowskiemu, lecz niepozbawionej podstaw  opinii współczesnych Stanisław miał być w rzeczywistości nieślubnym synem hetmana wielkiego litewskiego Kazimierza Jana Sapiehy i pewnej Żydówki, a adoptował go Franciszek Poniatowski, żonaty z Heleną Niewiarowską.
Studiował w Wiedniu, potem zaciągnął się do armii austriackiej ks. Eugeniusza Sabaudzkiego walczącej przeciw Turkom, podczas walk wielokrotnie wykazywał się wielkim męstwem. Następnie przeszedł w służbę Sapiehów i brał po ich stronie udział w wojnie domowej na Litwie. Był jednym z najgorliwszych popleczników Karola XII, został generałem szwedzkim, zaś po bitwie pod Połtawą (1709), w której uratował królowi życie, działał jako dyplomata w Turcji, ujawnił niezwykły talent i przedsiębiorczość, obalając dwu wezyrów (Alego i Nuumana Küprülich) i doprowadzając do wypowiedzenia przez Turcję wojny Rosji.
Po śmierci Karola XII przeszedł do Augusta II, który, choć poprzednio skonfiskował jego dobra jako jednego z najbardziej aktywnych zwolenników Stanisława Leszczyńskiego, teraz (1719) obsypał go łaskami, mianował podczaszym litewskim, potem podskarbim wielkim litewskim, generał-lejtnantem piechoty, dowódcą gwardii koronnej i regimentarzem koronnym (1728–1733), a potem wojewodą mazowieckim (1731).
Był członkiem konfederacji generalnej zawiązanej 27 kwietnia 1733 roku na sejmie konwokacyjnym. W 1733 roku podpisał elekcję Stanisława Leszczyńskiego. W listopadzie 1733 roku pojechał do Berlina by prosić Fryderyka Wilhelma o wstawiennictwo za Stanisławem Leszczyńskim, w zamian za cesję Kurlandii na rzecz Prus. To jednak nie zadowoliło króla Prus. W 1735 roku podpisał uchwałę Rady Generalnej konfederacji warszawskiej.
10 lipca 1737 roku podpisał we Wschowie konkordat ze Stolicą Apostolską.
Przez małżeństwo z Konstancją Czartoryską wszedł Poniatowski w skład „Familii” i brał wydatny udział w polityce i zamierzeniach reformatorskich tego ugrupowania politycznego. W czasie przedostatniego bezkrólewia popierał kandydaturę Stanisława Leszczyńskiego, towarzyszył mu do Gdańska, potem pogodziwszy się z dworem saskim złożył hołd Augustowi III i z jego polecenia posłował w latach 1740 i 1741 do Wersalu, gdzie usiłował odwrócić Francję od popierania Prus. W 1746 r. kupił Zamek w Jazłowcu. W roku 1752 został kasztelanem krakowskim.

### Potomstwo
Jego synami byli m.in.:
- Kazimierz Poniatowski, podkomorzy koronny
- Stanisław August Poniatowski, król Polski
- Andrzej Poniatowski, feldmarszałek austriacki
- Michał Jerzy Poniatowski, ostatni prymas I Rzeczypospolitej

Jedna z jego córek – Izabella została żoną Jana Klemensa Branickiego, a po jego śmierci Andrzeja Mokronowskiego. Izabella zwana była Panią Krakowską, ten zaszczytny tytuł zawdzięczała mężowi który piastował godność hetmana wielkiego koronnego oraz kasztelana krakowskiego. Starsza z córek Ludwika zwana była Panią Podolską ponieważ była żoną Jana Jakuba Zamoyskiego wojewody podolskiego, prowadziła wspaniały dwór na swym zamku w Wiśniowcu i była właścicielką ogromnych dóbr na Podolu.

## Twórczość

### Dzieła literackie
- Mémoire ou plutôt une relation du palatin de Masovie des événements de sa vie, depuis sa sortie de chez lui, faite à la réquisition de sa famille 1734, 22 de janvier, odpis współczesny: rękopis Biblioteki Czartoryskich nr 937; przekł. polski: K. Kantecki „Karol XII w Polsce i w Turcji”, Przewodnik Naukowy i Literacki 1877, s. 136-173, 228-250; przedr. w książce Szkice i opowiadania, Poznań 1883, s. 102-167
- Remarques d’un Seigneur Polonais sur l’histoire de Charles XII, roi de Suède, par Monsieur de Voltaire (Haga) 1741, wyd. następne: Amsterdam 1741 – edycja wątpliwa (autorstwo niezupełnie pewne)
- List ziemianina do pewnego przyjaciela z inszego województwa (zawierający wszechstronny program naprawy Rzeczypospolitej), 1744 przed sejmem grodzieńskim; wyd. następne: z unikatu Biblioteki Czartoryskich, wyd. K. Kantecki Stanisław Poniatowski, kasztelan krakowski, ojciec Stanisława Augusta, t. 2, Poznań 1880, s. LXXXIX-CIV; przekł. francuski z XVIII w. ogłoszony R. Roepell Polen um die Mitte des XVIII Jahrhunderts, Gotha 1876
- Journal d’un frère d’armes de Charles XII, wyd. 1910 (pamiętnik o działalności w Turcji w latach 1709–1712)

### Listy
- Do Flemminga 5 listów z lat 1719–1723 i 1 list do niewymienionej z nazwiska osoby, wyd. K. Kantecki Stanisław Poniatowski, kasztelan krakowski, ojciec Stanisława Augusta, t. 2, Poznań 1880, s. XLIX-LXII
- Korespondencja z Goertzem, wyd. w książce Rettung der Ehre und Unschuld des weiland Schwedischen Staats-Ministers Frhr. v. Schlitz, General v. Goerz, aus des Königs Carl XII Original-Urkund erwiesen. Mit 30 Beylagen, 1776
- Biblioteka Ossolińskich posiada w rękopisach liczną korespondencję S. Poniatowskiego, m.in. z: prymasem T. Potockim, Sołłohubem, wojewodą lubelskim A. Małachowskim, biskupem przemyskim M. Wodzickim, P. Małachowskim, P. Wodzickim